# Charles Rivière-Hérard
Charles Rivière-Hérard también conocido como Charles Hérard Aîné (16 de febrero de 1789 – 31 de agosto de 1850) fue un oficial del ejército haitiano bajo las órdenes de Alexandre Pétion durante el conflicto de este último contra Henri Christophe (1807-1810). Fue declarado Presidente de Haití el 4 de abril de 1843.

## Biografía
Nació en Port-Salut el 16 de febrero de 1789. Poco se sabe de su infancia y juventud, salvo que luchó con los revolucionarios alzados en armas contra Francia entre 1791 y 1804.
Hérard fue el líder de los conspiradores que echó del poder al Presidente Jean-Pierre Boyer durante la Revolución haitiana de 1843. El 30 de diciembre del mismo año, el Parlamento Provisional de Haití promulgó una nueva Constitución sin la aprobación de Hérard, lo que le llevó a protagonizar un pronunciamiento militar, haciéndose con el poder y declarándose Presidente de Haití.
Poco después, en la parte este de la Isla de la Española (ocupada por la fuerza por Haití desde 1822) conocida como Santo Domingo, estalló una revuelta independentista. El 27 de febrero de 1844, los rebeldes ocuparon la principal ciudad, Santo Domingo y declararon la independencia de la República Dominicana. Hérard respondió con un ejército de 25 000 soldados el 19 de marzo de 1844, siendo derrotado. Ante el deterioro de la situación política y el incremento de la oposición a su gestión, el 30 de marzo de 1844 Hérard disolvió el Parlamento y suspendió la nueva Constitución de 1843 que lo declaraba Presidente de Haití con mandato constitucional de cuatro años.
Por su parte, también a finales de marzo de 1844, un ejército rebelde haitiano conocido como piquets y liderado por el General Jean-Jacques Acaau se formó en las inmediaciones de la ciudad de Les Cayes, en el suroeste, conformando lo que se llamó "L’Armée Souffrante" ("Ejército de los sufrientes"). Asediado por los problemas, Hérard dejó la Presidencia el 3 de mayo de 1844, siendo ésta asumida por Philippe Guerrier. Partió al exilio el 2 de junio del mismo año, estableciéndose en la entonces colonia británica de Jamaica, donde falleció el 31 de agosto de 1850.